# Norderstedter Bank
Die Norderstedter Bank eG war eine Genossenschaftsbank mit Sitz in Norderstedt in Schleswig-Holstein. Das Geschäftsgebiet umfasste die Stadt Norderstedt und die angrenzenden Gemeinden.

## Geschichte
Am 30. Januar 1896 wurde die Spar- und Darlehenskasse Garstedt gegründet. Mit dem Zusammenschluss der vier Gemeinden Glashütte, Friedrichsgabe, Harksheide und Garstedt zur Stadt Norderstedt zum 1. Januar 1970 erfolgte die Umbenennung zur Norderstedter Bank - Spar- und Darlehenskasse Garstedt. Seit dem 1. Januar 1990 führte die Bank den Namen Norderstedter Bank eG.
Die Bank hat im Jahre 2018 mit der Volksbank Raiffeisenbank Itzehoe fusioniert.

## Struktur
Die Marktbereiche waren eingeteilt in Privatkundenbank, Geschäftskundenbank und  Vermögensmanagement.

## Geschäftsstellen
Die Norderstedter Bank eG unterhielt neben der Hauptstelle an der Ochsenzoller Straße zwei Geschäftsstellen, vier SB-Standorte und das Zentrum für Vermögensmanagement Die Geschäftsstelle Ochsenzoller Straße war seit dem 1. April 1939 die Hauptstelle der Norderstedter Bank eG. Mit der Eröffnung des Herold Centers 1971 wurde die zweite Geschäftsstelle der Norderstedter Bank eG geschaffen. Seit der Eröffnung der Moorbek Passage 1983 bestand die dritte Geschäftsstelle der Norderstedter Bank eG bis zum 15. Juni 2018. Mit der Eröffnung am 18. Juni 2018 in der Rathausallee 13b entstand die Geschäftsstelle "Norderstedt Mitte".

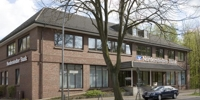
Hauptstelle
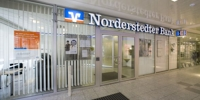
Herold Center
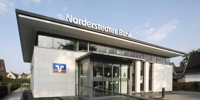
Zentrum für Vermögensmanagement

## Zentrum für Vermögensmanagement
Die Geschäftsstelle Ulzburger Straße wurde im Jahr 1963 eröffnet. Im Oktober 2004 wurde der heute bestehende Bau nach einer Bauzeit von ca. 1,5 Jahren eröffnet. Durch eine Umbaumaßnahme im Jahr 2014 wurde das heutige Zentrum für Vermögensmanagement geschaffen.